# Vinišće
Vinišće is een dorp in de gemeente Marina in de Kroatische provincie Split-Dalmatië.
Vinišće ligt 19 km van Trogir en 48 kilometer van Split en is een oud vissersdorp dat momenteel ongeveer 850 permanente inwoners telt. Tegenwoordig is de belangrijkste economische sector het toerisme en daarnaast leeft men van de visserij en de landbouw.